# Хепер, Фетхи
Фетхи Хепер (тур. Fethi Heper; 3 февраля 1944, Эскишехир — 13 февраля 2025, Эскишехир) — турецкий футболист. Большую часть карьеры провёл в «Эскишехирспоре». Он является лучшим бомбардиром в истории клуба (95 голов).
С 2012 года Хепер входил в состав правления Турецкой футбольной федерации.

## Карьера игрока

### Клубная карьера
Фетхи Хепер начал карьеру в 1960 году в своём родном городе Эскишехир в любительском клубе «Эскишехир Генчлик», его старшие братья также играли там. Он демонстрировал хорошие бомбардирские качества, поэтому один из его старших братьев привел его на просмотр в «Галатасарай». Однако его не принял тогдашний тренер Гюндюз Кылыч, потому что в клубе была большая конкуренция, и он не хотел давать молодому игроку ложные надежды. Хепер вернулся в Эскишехир и продолжал играть на любительском уровне до 1965 года.
В 1965 году он перешёл в новосозданный клуб «Эскишехирспор». В первом же сезоне в истории клубу удалось подняться из второй лиги в первую. С тех пор «Эскишехирспор» смог создать конкуренцию трём стамбульским клубам: «Бешикташ», «Фенербахче» и «Галатасарай». В 1969, 1970 и 1972 годах команда Хепера занимала второе место в чемпионате. В 1970 и 1972 годах он становился лучшим бомбардиром турецкой лиги. В 1971 году он выиграл кубок Турции.

### Национальная сборная
Хепер начал свою карьеру на международной арене в 1962 году, сыграв за сборную Турции до 18 лет.
Между 1968 и 1973 годами он сыграл три матча за основную сборную Турции: против Туниса (товарищеский), ФРГ и Польши (отбор на Евро-1972) — голов не забивал.

## Академическая карьера
После окончания карьеры футболиста Хепер посвятил себя учёбе, которую начал ещё в ходе своей карьеры в 1967 году в Академии экономики и торговли Эскишехира. В 1978 году Хепер получил докторскую степень. Являлся профессором финансов в Анатолийском университете.

### Смерть
Хепер умер 13 февраля 2025 года в возрасте 81 года в Медицинской, практической и научно-исследовательской больнице Университета Османгази, где он находился на лечении в Эскишехире из-за заболевания ХОБЛ. После поминальной молитвы, проведённой в мечети Махмута Сами Рамазаноглу 15 февраля 2025 года, он был похоронен на кладбище Одунпазары. Руководство «Эскишехирспора» объявило, что после его смерти футболка с номером 9, которую он носил, была выведена из обращения.